# António de Azevedo (escultor)

Busto de António Carneiro, 1928, bronze, 47 x 55 x 17 cm

António de Azevedo (1889 — 1968) foi um escultor português. Pertence à primeira geração de artistas modernistas portugueses. 

## Biografia / Obra
Fixou-se em Guimarães em 1931 e aí viveu nas décadas de 1930, 40, 50 e 60, tendo acompanhado as transformações da cidade. Viveu os acontecimentos políticos e culturais e marcou a vida da cidade com a sua participação cívica e artística. Foi diretor da Escola Industrial e Comercial de Guimarães, hoje Escola Secundária Francisco de Holanda, durante 27 anos.
Animador da I Exposição de Humoristas e Modernistas (Porto, 1915), António de Azevedo foi um discreto mas "sensível modelador de bustos".
No seu Busto de António Carneiro, a cabeça "ergue-se poderosa e ao mesmo tempo frágil [...]. O rosto é de um herói antigo, sem pormenores descritivos e, no entanto, personalizado na testa alta, na barba fluida, sobretudo na densidade do olhar, todo ele detido em imagens interiores". Utilizando um modelado sensível, " como se os gestos do autor compusessem uma derradeira homenagem", Azevedo joga com o efeito inacabado do busto, "distendendo-se como um molde ético sobre as impressivas marcas do tempo ou da memória".
Entre as suas obras na zona de Guimarães podem nomear-se: Fauno, 1934 (bosque da Alameda de S. Dâmaso); busto de Martins Sarmento, 1934 (Largo do Carmo); monumento e alto-relevo de Alberto Sampaio, 1956 (Largo dos Laranjais); etc.
Está representado no Museu do Chiado, Lisboa, e noutras coleções, públicas e privadas.

## Ligações Externas
- "Tributo ao escultor António de Azevedo", O Comércio de Guimarães, 12 de Dezembro de 2012. Página visitada em 16-06-2013
- Artigo "Recensão crítica do livro: António de Azevedo e Guimarães: vida e obra" , por António José de Oliveira, PPORTODOSMUSEUS. Página visitada em 16-06-2013